# James Nash (pilota automobilistico)
James Nash (Milton Keynes, 16 dicembre 1985) è un pilota automobilistico britannico.
Il 16 ottobre 2011, all'ultimo round della stagione 2011 di BTCC, vinse il campionato degli indipendenti. Attualmente compete nelle TCR International Series con la Craft-Bamboo Racing.

## Carriera

### Inizi
Nash corse nel karting fino al 2005, quando passò in Formula Ford. Ottenne una vittoria, due pole, due giri più veloci, un 2º e un 3º posto su sei gare nella sua prima stagione. Fu insignito del McLaren Autosport BRDC Award nel 2006. Nel 2007 concluse 2º nella Formula Ford britannica, al suo secondo anno nella serie nazionale. Nash provò una Formula 3 inglese della Fluid Motorsport e provò una Formula 3 spagnola a Silverstone per il Team West-Tec.
Si trasferì nelle vetture turismo, correndo nella SEAT León Eurocup nel 2008, una categoria propedeutica alla WTCC, con il team SUNRED Engineering. Concluse 4º in campionato, con 36 punti, pari merito con Massimiliano Pedalà.

### Campionato britannico turismo

#### RML-Chevrolet (2009)
Salì di livello trasferendosi nel 2009 nel British Touring Car Championship dopo essersi legato alla Tempus Sport e completò lo schieramento con una terza Chevrolet Lacetti per RML, facendo il suo debutto nel quarto round della stagione a Circuito di Oulton Park. Mentre si trovava al 2º posto nella sua nona gara a Snetterton quando entrò in contatto con la Airwaves BMW di Rob Collard, che uscì di pista impazzita prima di rientrarvi e scontrarsi violentemente con la BMW di Stephen Jelley. Nash continuò e vinse la gara, ma fu poi escluso per aver causato l'incidente.

#### Triple 8 Race Engineering (2010–2011)
Nash rimase senza team per la prima gara della stagione 2010, ma fu ingaggiato dalla Triple 8 Race Engineering per sostituire Fabrizio Giovanardi a partire dal secondo round. A Snetterton, concluse 10º in gara-2, prima che l'inversione della griglia lo ponesse in pole position per gara-3, ma lasciò la leadership dopo due giri e Gordon Shedden vinse la corsa.
Tornò alla Triple 8 per un campionato intero nel 2011, con il nuovo compagno Tony Gilham su un'altra Vauxhall Vectra. Ottenne la sua prima vittoria a Rockingham grazie alla griglia invertita per la quale partì 5º ma riuscì a passare coloro che sono scattati in prima fila, cioè Rob Austin e Rob Collard e li tenne dietro sino al traguardo. Arrivò all'ultima gara a Silverstone con la possibilità matematica di vincere sia il campionato piloti assoluto sia quello degli indipendenti: un podio e due arrivi non a punti non gli consentirono di vincere il campionato assoluto, ma riuscì a far suo il trofeo Indipendenti, con 32 punti di vantaggio su Mat Jackson. Inoltre aiutò la Triple 8 ad assicurarsi il trofeo Indipendenti per i team.

### Campionato del mondo turismo

#### Team Aon (2012)

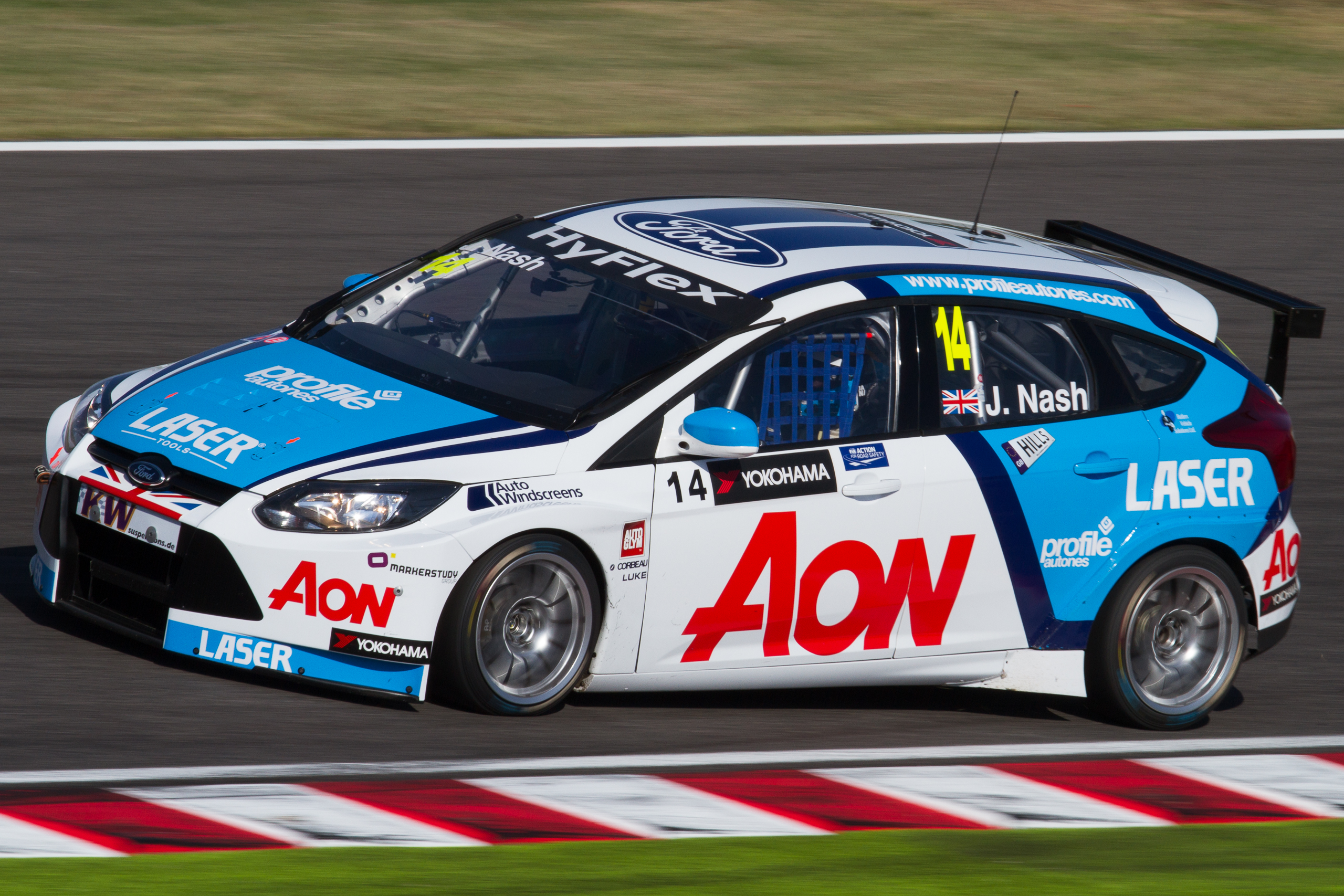
Nash guida per il Team Aon in Giappone nel 2012.

Dopo aver vinto il trofeo Indipendenti BTCC nel 2011, nel febbraio 2012 fu annunciato che Nash si sarebbe spostato nel World Touring Car Championship (Campionato del mondo Turismo) insieme a Tom Chilton al Team Aon.
Partì dalla pole position per la griglia invertita in gara-2 a Marrakech e scappò da Franz Engstler nei primi giri, prima di essere sorpassato da Yvan Muller. Concluse 6º, segnando i primi punti in WTCC. Si qualificò 4º per il round successivo allo Slovakiaring ma gli fu assegnata una penalità di dieci posizioni per non aver passato le verifiche tecniche. Verso la fine di gara-2 in Ungheria, uscì di scena a due giri dal termine a causa di problemi alla vettura, ma fu classificato 19º, ovvero ultimo. Fu autore di un altro arrivo a punti in Austria e la cosa fu ripetuta in gara-2, quando molte vetture furono colpite da forature dovute a livelli aggressivi di camber. Nash si ritirò in entrambe le gare in Portogallo per una collisione in gara-1 e un errore d'assetto in gara-2. Un cambio di motore per entrambe le Ford in Giappone relegò Nash in fondo alla griglia in gara-1. Problemi di motore in Cina non gli consentirono di finire le due gare, con il suo ritiro in gara-2 alla fine del giro di ricognizione. Nash concluse il campionato al 20º posto, due posizioni più avanti del suo compagno di squadra nonostante non avesse segnato punti dall'Austria in poi.

#### Bamboo-engineering (2013)
Nel dicembre 2012, la bamboo-engineering annunciò che Nash avrebbe guidato per loro nel 2013, correndo con una Chevrolet Cruze 1.6T di ultima generazione. Si qualificò 5º in Italia e concluse 7º assoluto e 2º in categoria indipendenti in entrambe le gare, il che lo portò in testa del Trofeo Yokohama per Indipendenti prima del Marocco. Ottenne il primo podio in WTCC a Marrakech, arrivando 3º in gara-1. Finì 4º in gara-2 dopo essere partito 9º. Concluse fuori dai punti per la prima volta nel 2013 in gara-2 in Slovacchia, essendo uscito di pista e finendo nella ghiaia al giro 1. Riprese il tracciato, ma arrivò 17º. In Austria, dopo le qualifiche, Nash fu investigato con altri tredici piloti, ma non gli furono assegnate penalità. Dodici piloti furono colpiti da penalità in griglia in gara-1, il che fece salire Nash dal 10º al 2º posto, mentre sarebbe dovuto partire in pole position in gara-2. Dopo aver concluso al 2º posto in gara-1, ottenne la sua prima vittoria in WTCC in gara-2.

### Altre categorie
Nash corse nella 24 Ore di Dubai nel 2011, partendo dalla pole position e segnando il giro più veloce. Quell'anno divise anche la sua Lotus Evora nel Campionato GT britannico per una singola gara a Donington Park insieme a Phil Grew. Vinsero nella categoria GT4.

### Nei media
Nel 2011 Nash iniziò la sua carriera nei media lavorando con diverse compagnie di produzioni con un ruolo di pilota stuntman e pilota consulente, apparendo nella singola hit di Charlie Simpson 'Cemetery' e lavorando insieme a Dot Rotten nella sua realizzazione del 2011 'Keep it on a low'. James è stato anche pubblicato sul Sunday Mail e ora sta lavorando per diversi spot televisivi.

## Risultati

### Campionato britannico turismo
(legenda) (Le gare in grassetto indicano la pole position) (Gare in corsivo indicano Gpv - 1 punto aggiuntivo)
| Anno | Team                                | Vettura           | 1       | 2       | 3       | 4         | 5        | 6       | 7         | 8        | 9       | 10       | 11        | 12       | 13       | 14       | 15        | 16       | 17       | 18         | 19       | 20       | 21       | 22        | 23        | 24       | 25       | 26       | 27        | 28      | 29       | 30       | Pos. | Punti |
| ---- | ----------------------------------- | ----------------- | ------- | ------- | ------- | --------- | -------- | ------- | --------- | -------- | ------- | -------- | --------- | -------- | -------- | -------- | --------- | -------- | -------- | ---------- | -------- | -------- | -------- | --------- | --------- | -------- | -------- | -------- | --------- | ------- | -------- | -------- | ---- | ----- |
| 2009 | RML                                 | Chevrolet Lacetti | BRH 1   | BRH 2   | BRH 3   | THR 1     | THR 2    | THR 3   | DON 1     | DON 2    | DON 3   | OUL 1 11 | OUL 2 Rit | OUL 3 17 | CRO 1 13 | CRO 2 15 | CRO 3 Rit | SNE 1 NC | SNE 2 8  | SNE 3 SQ   | KNO 1    | KNO 2    | KNO 3    | SIL 1 3   | SIL 2 Rit | SIL 3 8  | ROC 1 8  | ROC 2 7  | ROC 3 Rit | BRH 1   | BRH 2    | BRH 3    | 15º  | 24    |
| 2010 | Uniq Racing with Triple Eight       | Vauxhall Vectra   | THR 1   | THR 2   | THR 3   | ROC 1 Rit | ROC 2 10 | ROC 3 8 | BRH 1 Ret | BRH 2 10 | BRH 3 7 | OUL 1 9  | OUL 2 7   | OUL 3    | CRO 1 6  | CRO 2 13 | CRO 3 11  | SNE 1 5  | SNE 2 10 | SNE 3 Rit* | SIL 1 11 | SIL 2 11 | SIL 3 8  | KNO 1 Rit | KNO 2 11  | KNO 3 11 | DON 1 17 | DON 2 10 | DON 3 10  | BRH 1 8 | BRH 2 9  | BRH 3 7  | 12º  | 52    |
| 2011 | 888 Racing with Collins Contractors | Vauxhall Vectra   | BRH 1 2 | BRH 2 4 | BRH 3 6 | DON 1 3*  | DON 2    | DON 3   | THR 1 8   | THR 2 6  | THR 3 4 | OUL 1 4  | OUL 2     | OUL 3 13 | CRO 1 8  | CRO 2 11 | CRO 3 5   | SNE 1 5  | SNE 2    | SNE 3 6    | KNO 1 6  | KNO 2 8  | KNO 3 15 | ROC 1 9   | ROC 2 6   | ROC 3 1* | BRH 1 4  | BRH 2 6  | BRH 3     | SIL 1 3 | SIL 2 15 | SIL 3 17 | 5º   | 191   |

### Campionato del mondo turismo
(legenda) (Le gare in grassetto indicano la pole position) (Gare in corsivo indicano Gpv)
| Anno | Team               | Vettura              | 1        | 2        | 3        | 4         | 5         | 6        | 7         | 8        | 9        | 10        | 11       | 12       | 13        | 14        | 15       | 16       | 17        | 18       | 19       | 20       | 21        | 22        | 23       | 24       | Pos. | Punti |
| ---- | ------------------ | -------------------- | -------- | -------- | -------- | --------- | --------- | -------- | --------- | -------- | -------- | --------- | -------- | -------- | --------- | --------- | -------- | -------- | --------- | -------- | -------- | -------- | --------- | --------- | -------- | -------- | ---- | ----- |
| 2012 | Team Aon           | Ford Focus 1.6T      | ITA 1 16 | ITA 2 13 | SPA 1 12 | SPA 2 Rit | MAR 1 Rit | MAR 2 6  | SLO 1 Rit | SLO 2 NP | UNG 1 11 | UNG 2 19† | AUS 1 10 | AUS 2 10 | POR 1 Rit | POR 2 Rit | BRA 1 15 | BRA 2 15 | USA 1 17† | USA 2 17 | GIA 1 19 | GIA 2 16 | CIN 1 Rit | CIN 2 Rit | MAC 1 12 | MAC 2 12 | 20º  | 12    |
| 2013 | bamboo-engineering | Chevrolet Cruze 1.6T | ITA 1 7  | ITA 2 7  | MAR 1 3  | MAR 2 4   | SLO 1 6   | SLO 2 17 | UNG 1 9   | UNG 2 4  | AUS 1 2  | AUS 2 1   | RUS 1 8  | RUS 2 10 | POR 1 11  | POR 2 1   | ARG 1 9  | ARG 2 7  | USA 1 5   | USA 2 8  | GIA 1 5  | GIA 2 5  | CIN 1 3   | CIN 2 6   | MAC 1 6  | MAC 2 4  | 3º   | 226   |

† — non ha finito la gara, ma è stato classificato per aver coperto almeno il 90% della distanza.

### Campionato GT britannico
(legenda) (Le gare in grassetto indicano la pole position) (Gare in corsivo indicano Gpv)
| Anno | Team           | Vettura     | Cat. | 1     | 2     | 3   | 4   | 5     | 6     | 7     | 8     | 9      | 10  | Pos. | Punti |
| ---- | -------------- | ----------- | ---- | ----- | ----- | --- | --- | ----- | ----- | ----- | ----- | ------ | --- | ---- | ----- |
| 2011 | Lotus Sport UK | Lotus Evora | GT4  | OUL 1 | OUL 2 | SNE | BRH | SPA 1 | SPA 2 | ROC 1 | ROC 2 | DON 13 | SIL | 10º  | 37,5  |